# Attentats de Kaduna du 23 juillet 2014
Les attentats de Kaduna du 23 juillet 2014 sont commis au cours de l'insurrection djihadiste au Nigeria.

## Déroulement
Le 23 juillet 2014, deux attentats sont dénombrés. Le premier a lieu à 12h30, heure locale, lorsqu'une bombe dissimulée dans une voiture et actionnée par un kamikaze explose au passage du convoi d'un dignitaire musulman. L'attentat visait Dahiru Bauchi, un imam modéré hostile à Boko Haram. Celui-ci échappe à l'attaque mais 25 personnes sont tuées. La seconde explosion a lieu une heure plus tard, sur le marché du quartier de Kawo, et fait 17 victimes. Le général Muhammadu Buhari, futur président du Nigeria, se trouvait sur les lieux lors de cette dernière attaque,,,.